# Mamut de Sardenya
El mamut de Sardenya (Mammuthus lamarmorae) fou una espècie de mamut endèmica de la conca del Mediterrani. Se n'han trobat restes fòssils a la Pulla i l'illa de Sardenya. Com les altre espècies insulars, el mamut pigmeu i M. creticus, el mamut de Sardenya havia patit un procés de nanisme que li donà una mida molt inferior a la d'altres mamuts.